# 鶴岡村 (岐阜県)
鶴岡村（つるおかむら）は、かつて岐阜県恵那郡にあった村である。現在の恵那市の南西部、かつての恵那郡山岡町の西部に該当する。
小里川（庄内川支流）上流の村である。
村名は、鶴岡山に由来する。

## 大字・字
- 大字:下手向
- 字:一丁田、吉高、芦原、安免、繁廣、鷹ケ平、大沼、八重洞、落合、下平、冷川、土岐坂、石戸、居守ケ池、野田、明ケ澤、郡上、雲路、二百山、木伐戸、神戸、池の尻、上神田、中島、荒木、西間洞、東間洞、浮坪、下神田
- 大字:釜屋
- 字:雲地、天地、天地平、石橋、油田、四反田、斧砥、神田、上の平、下の平、下道地、黒地、鶴岡、花木、西洞、高瀬、稲尾戸、石川、折立、國地、引地、百畔、市場、大洞、本蔵、中屋、轟、梅の木、金張、山崎、横山、新田、中一本木、下一本木、向田
- 大字:原
- 字:立野、大牧、足澤、黒谷、洞口、中洞、大西、引地、中洞道下、下沼、竪岩、道下通、小万場、札の辻、切山、天地平、山脇、大坪、向山、長澤
- 大字:田代
- 字:與助畑、青木、張切、馬留、蔭曳、大日向、檜ケ峯、留守ケ洞、下留守ケ洞、水口、中沼、薬師前、湯舟、廣瀬、下ケ洞、小田代、横平、石神下、五斗代、鳶ケ巣、東山、向田、坂の尻、池ケ洞、下そうれい、上の畑、中畝、上屋敷、大平、清水戸、洞山、奥小屋、笹平、花立、川平、西山、郭好

## 歴史
- 平安時代末期から戦国時代末期まで、美濃国恵那郡遠山荘の一部。岩村城を本拠地とする地頭遠山氏の領地。
- 天正2年（1574年）、武田勝頼が東美濃に侵攻し遠山氏を攻撃した際に下手向の圓蔵寺が焼討され滅亡。
- 江戸時代この地域は旗本（明知遠山氏）領であった。
- 1897年（明治30年）4月1日 - 下手向村、釜屋村、原村、田代村が合併し、鶴岡村となる。
- 1955年（昭和30年）3月1日 - 恵那郡遠山村と鶴岡村が合併し町制施行。山岡町となる。

## 教育
- 鶴岡村立鶴岡小学校 （1955年に山岡東小学校に改称。1958年に山岡西小学校と統合し、現・恵那市立山岡小学校）
- 鶴岡村立鶴岡小学校田代分校 （1958年より山岡小学校田代分校。1974年廃校）

## 神社・寺院
- 白山比咩神社
- 金刀比羅神社